# Rumunia w Konkursie Piosenki Eurowizji Junior
Rumunia w Konkursie Piosenki Eurowizji Junior brała udział 7 razy. Od 2010 roku Rumunia nie bierze udziału.
Najwyższym wynikiem kraju jest 4. miejsce, które w 2004 roku zajął Noni Răzvan Ene z utworem „Îți mulțumesc”

## Uczestnictwo
| Rok                        | Artysta            | Piosenka                | Język    | Miejsce | Punkty |
| -------------------------- | ------------------ | ----------------------- | -------- | ------- | ------ |
| 2003                       | BuBu               | „Tobele Sunt Viața Mea” | rumuński | 10      | 35     |
| 2004                       | Noni Răzvan Ene    | „Îți Mulțumesc”         | rumuński | 4       | 123    |
| 2005                       | Alina Eremia       | „Țurai”                 | rumuński | 5       | 89     |
| 2006                       | New Star Music     | „Povestea Mea”          | rumuński | 6       | 80     |
| 2007                       | 4Kids              | „Sha-la-la”             | rumuński | 10      | 54     |
| 2008                       | Mădălina & Andrada | „Salvați Planeta!”      | rumuński | 9       | 59     |
| 2009                       | Ioana Bianca Anuța | „Ai puterea în mâna ta” | rumuński | 13      | 19     |
| Brak reprezentanta od 2010 |                    |                         |          |         |        |

Legenda:
     1. miejsce
     2. miejsce
     3. miejsce
     Ostatnie miejsce